# Liu Yang (athlétisme)
Pour les articles homonymes, voir Liu Yang.
Liu Yang (en chinois 劉洋, né le 29 octobre 1986) est un athlète chinois, spécialiste du lancer de poids.

## Carrière
Son meilleur lancer est de 19,77 m obtenu à Shenyang le 9 septembre 2013. Il remporte le titre des Championnats d'Asie en salle en 2016, avec un lancer de 19,30 m.
Le 25 août 2018, à Jakarta, il remporte la médaille d'argent des Jeux asiatiques avec un jet à 19,52 m, derrière l'Indien Tejinder Pal Singh Toor (20,75 m).